# Mircea Coșea
Dumitru Gheorghe Mircea Coșea (ur. 9 czerwca 1942 w Ploeszti) – rumuński polityk, ekonomista, wykładowca akademicki, były poseł i minister, w 2007 deputowany do Parlamentu Europejskiego.

## Życiorys
W 1965 uzyskał licencjat z ekonomii na Akademii Studiów Ekonomicznych (ASE) w Bukareszcie, kształcił się następnie we Włoszech. W 1986 obronił doktorat w zakresie nauk ekonomicznych. W 1996 został profesorem na ASE.
Był szeregowym członkiem Rumuńskiej Partii Komunistycznej. Od 1973 do 1980 pracował w Genewie w Europejskiej Komisji Gospodarczej. W latach 90. pełnił funkcję ministra stanu i przewodniczącego komisji koordynacji, strategii i reformy gospodarczej w rządzie Nicolae Văcăroiu, a także sekretarza stanu w Ministerstwie Gospodarki i Finansów.
Należał do Partii Socjaldemokracji w Rumunii (PDSR). Z jej ramienia w latach 1996–2000 zasiadał w Izbie Deputowanych. W 1997 współtworzył Sojusz na rzecz Rumunii, które to ugrupowanie przyłączyło się do Partii Narodowo-Liberalnej (PNL). W 2004 powrócił do niższej izby rumuńskiego parlamentu na czteroletnią kadencję. W jej trakcie CNSAS (narodowa rada zajmująca się analizowaniem działalności Securitate) podała, że Mircea Coșea był współpracownikiem rumuńskiej tajnej komunistycznej policji (czemu sam zainteresowany zaprzeczył), nie znalazła jednak dowodów na udział w działaniach politycznych.
Po przystąpieniu Rumunii do Unii Europejskiej 1 stycznia 2007 objął mandat eurodeputowanego jako przedstawiciel PNL w delegacji krajowej. Został członkiem Komisji Rolnictwa i Rozwoju Wsi. Początkowo należał do grupy liberalnej, jednak w marcu tego samego roku przeszedł do nowo powstałej frakcji Tożsamość, Tradycja i Suwerenność. Z PE odszedł 9 grudnia 2007, kiedy to w Europarlamencie zasiedli deputowani wybrani w wyborach powszechnych. W 2008 wstąpił do Partii Demokratyczno-Liberalnej, z której z kolei odszedł w 2009 w związku z projektem zmian w kierowanym przez niego Institutul Național de Administrație.